# Männer, Helden, schwule Nazis
Männer, Helden, schwule Nazis (en alemany: Homes, herois, gais nazis) és una pel·lícula documental alemanya de 2005 dirigida, escrita i produïda per Rosa von Praunheim. La pel·lícula se centra en homes gais que s'alineen amb opinions fortament autoritàries, skinheads del poder blanc i nazis.
Rosa von Praunheim va declarar sobre els temes que apareixen al documental: "Alguns poden estar sorprès que no prengui una posició a la meva pel·lícula i no representi els neonazis gais com a monstres, sinó com a persones que viuen la seva vida en una contradicció dramàtica". Fou exhibida en la VI edició del Festival Internacional de Cinema Gai i Lèsbic de Barcelona.

## Argument
Durant una marxa gai a Berlín, a alguns dels homes de la multitud se'ls demana la seva opinió sobre homes gai que tenen opinions d'extrema dreta o que són White power skinheads o neonazis. Tots els qüestionats manifesten la seva desaprovació. Un d'ells comenta l'absurd de la situació: si la dreta gai i els neonazis haguessin viscut en l'època que admiren, haurien estat exterminats.
S'entrevista quatre homes gai a l'Alemanya actual que estan o han estat implicats en partits polítics de dreta: Andre, un skinhead; Bela Ewald Althans, una antic líder neonazi destacat; Alexander Schlesinger, que participa en la política de la dreta i Jörg Fischer, un teòric de la dreta.
L'Andre és un skinhead que defineix la violència com a tenir el coratge de defensar-se i com a part de l'expressió del guerrer interior. Obertament gai, és tolerat pels seus companys skinheads, però admet que està en constant amenaça. Finalment, s'allunya del moviment dels skinheads a la política conservadora.
Bela Ewald Althans, que ara treballa en publicitat, va ser a principis dels anys noranta un dels neonazis més destacats d'Alemanya, un admirador d'Adolf Hitler i negador de l'Holocaust. L'any 1994, va ser arrestat i va passar 21 mesos a la presó per negar l'Holocaust davant de turistes sorpresos durant una visita al camp de concentració d'Auschwitz mentre filmava Professió: Neonazi (Beruf Neonazi), un documental sobre ell. Althans ara està implicat en la comunitat gai, però no es penedeix del seu passat. Diu que no es va convertir en gai d'un dia per l'altre, sinó que va evolucionar en els seus sentiments i atraccions fins que va descobrir el seu veritable jo.
Alexander Schlesinger, que venia d'Alemanya Oriental, és membre d'un partit polític que representa opinions d'extrema dreta. Schlesinger afirma que ser gai no millora una persona: un gai pot ser racista. Sobre el que li sembla atractiu, comenta: "Els homes gais som atrets per un ideal masculí. No suporto una reina cridanera".
Durant nou anys, Jörg Fischer va ser un membre actiu dels partits d'extrema dreta NPD i DVU. Durant aquest temps va tenir una relació amb un altre membre del partit. Tot i que van tenir relacions sexuals moltes vegades a la setmana durant quatre anys, mai van parlar de sexe ni esmentaven la paraula gai. Fischer va abandonar aquestes organitzacions el 1991, rebutjant les seves polítiques anti-immigrants i anti-gai. Va trobar una parella romàntica diferent i ara treballa en qüestions socials.
Els testimonis dels quatre homes s'entrellacen amb entrevistes d'historiadors, periodistes i intel·lectuals que han seguit els vincles entre feixisme i homosexualitat a través de la història recent alemanya. Es relata la vida del famós neonazi Michael Kühnen. Considerat el Führer pels seus seguidors, va mantenir en secret la seva homosexualitat fins al 1981 quan Johannes Bugner, un jove gai neonazi, va ser apunyalat a Hamburg per la seva orientació sexual. Kuhnen es va desvincular dels assassins, considerant Bugner un màrtir del moviment i es va declarar gai en el seu llibret Nacionalsocialisme i homosexualitat, escrivint que els homes gai són millors lluitadors, perquè, sense família, estan més a prop dels seus camarades. Kuhnen, ostracitzat pels seus antics partidaris, va morir de sida el 1991.
Sempre hi ha hagut homosexuals d'extrema dreta, explica el documental, fins i tot a l'Alemanya nazi. Rudolf Hess no tenia cap interès per les dones, va escriure cartes d'amor i poemes als homes en la seva joventut i es va casar només per consell de Hitler. Ernst Röhm, cofundador de la Sturmabteilung (SA), la milícia del Partit Nazi, va ser amic íntim de Hitler a partir de 1919, i va ser l'únic a qui es va permetre dirigir-se a Hitler pel seu nom de pila, Adolf. Hitler sabia de l'homosexualitat de Röhm i de la debilitat particular dels joves soldats, però va fer els ulls grossos mentre comptava amb els violents paramilitars de Röhm durant el seu ascens al poder. Durant la purga del partit nazi coneguda com a nit dels ganivets llargs Hitler va fer arrestar Röhm i poc després el va assassinar a la presó. Edmund Heines, el segon de Röhm a les SA, era un altre líder nazi gai. Va establir el seu propi camp de concentració especial prop de Breslau perquè pogués torturar i matar víctimes per plaer. També es descriuen breument les teories de l'homosexualitat de Hitler. Lothar Machtan al seu llibre Hitlers Geheimnis. Das Doppelleben eines Diktators qüestiona la sexualitat de Hitler.
Durant el règim nazi van morir entre 5 i 15 mil homes gais en camps de concentració. Pierre Seel, un supervivent gai de l'Holocaust, apareix explicant breument com un jove amic va ser menjat viu pels gossos del camp de concentració de Schirmeck-Vorbruck.

## Mitjans domèstics
Männer, Helden, schwule Nazis es va publicar a la Regió 2 DVD en alemany amb subtítols en anglès com a part d'una box set de les pel·lícules de von Praunheim.